# Catherine Neville (1442-1504)
Pour l’article homonyme, voir Catherine Neville.
Titres
Baronne Harington
1458 – 30 décembre 1460
(2 ans)
Baronne Hastings
6 février 1462 – 13 juin 1483
(21 ans, 4 mois et 7 jours)
Catherine Neville (vers 1442 – 1504) est une aristocrate anglaise et un membre de la famille Neville.

## Biographie
Née vers 1442, Catherine Neville est la cinquième fille de Richard Neville, 5e comte de Salisbury, et de son épouse Alice Montagu. Elle est vraisemblablement prénommée en hommage à sa tante Catherine Neville, la veuve de John de Mowbray, 2e duc de Norfolk. Dans le but de consolider l'alliance entre les familles Neville et Bonville et de s'assurer du soutien de William Bonville, 1er baron Bonville, à la maison d'York dans le contexte de la guerre des Deux-Roses, Catherine épouse pendant l'année 1458 son petit-fils William Bonville, 6e baron Harington.
Catherine Neville se retrouve toutefois rapidement veuve, puisque son époux est tué à la bataille de Wakefield le 30 décembre 1460 en combattant pour la maison d'York. Le père de Catherine est lui-même exécuté par les partisans de la maison de Lancastre le lendemain de leur victoire. Un mois et demi plus tard, le 17 février 1461, le baron Bonville est exécuté par les Lancastriens à la suite de leur nouvelle victoire à la seconde bataille de St Albans. Ces morts font de la fille de Catherine, la jeune Cecily Bonville, l'unique héritière des possessions Bonville et Harington.
Après la victoire des Yorkistes à la bataille de Towton le 29 mars 1461, Richard Neville, 16e comte de Warwick, décide de s'allier avec William Hastings, 1er baron Hastings et chambellan du roi Édouard IV, en lui faisant épouser sa sœur Catherine. Leur mariage est célébré avant le 6 février 1462. Pour autant, lorsque Richard Neville se rebelle contre Édouard IV en 1470 et le contraint à l'exil, William Hastings reste fidèle à son souverain et affronte son beau-frère le 14 avril 1471 lors de la bataille de Barnet qui s'achève par la défaite et la mort de Richard.
William Hastings est exécuté subitement le 13 juin 1483 à Tower Hill par le futur Richard III au cours des tumultes qui surviennent après la mort d'Édouard IV,. Après s'être fait couronner, Richard III scelle une endenture le 23 juillet 1483 par laquelle il jure d'accorder sa protection à Catherine Neville et ses enfants. Il lui assure en outre que son défunt époux ne sera pas condamné pour haute trahison, permettant à son fils aîné Edward d'hériter de ses possessions, et qu'elle sera défendue contre toute tentative visant à l'intimider ou à la priver de ses droits.

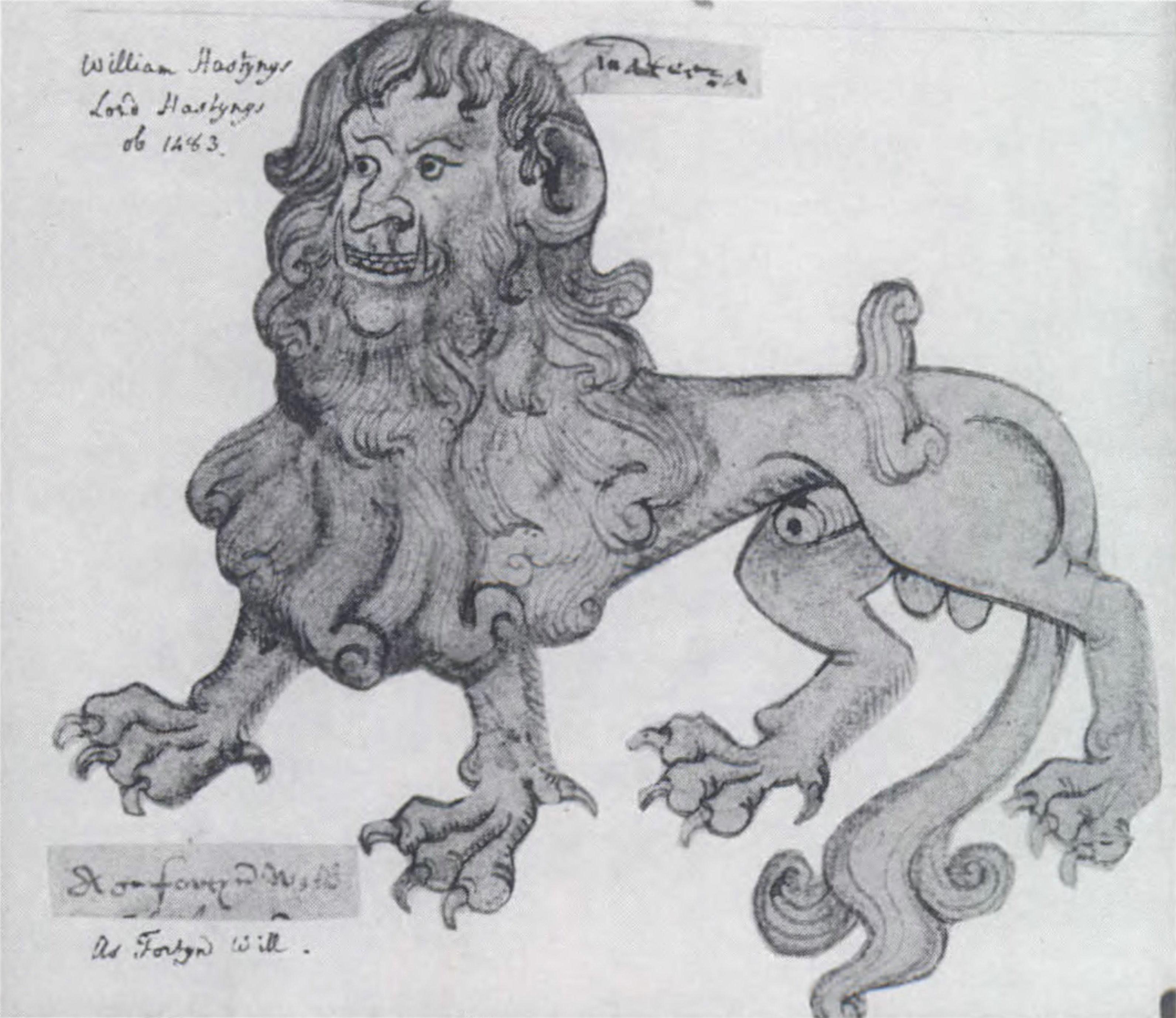
Représentation de William Hastings sous la forme d'une manticore, vers 1470.

Pourtant, en dépit de sa promesse, Richard III laisse son ami Francis Lovell, 1er vicomte Lovell, revendiquer les manoirs de William Hastings à Ashby-de-la-Zouch et à Bagworth dans le Leicestershire. Pour les conserver, Catherine Neville est contrainte de verser à Lovell la somme de 200 marcs et de lui remettre des terres ayant un revenu annuel de la même valeur. Cette clause sera rompue après la défaite et la mort de Richard III à la bataille de Bosworth le 22 août 1485. Ayant rédigé son testament le 22 novembre 1503, Catherine meurt avant le 25 mars 1504 et est inhumée dans l'église paroissiale d'Ashby-de-la-Zouch.

## Descendance
De son premier mariage avec William Bonville, Catherine Neville a une fille :
- Cecily Bonville (30 juin 1460 – 12 mai 1429), 7e baronne Harington et 2e baronne Bonville, épouse Thomas Grey, 1er marquis de Dorset, puis Henry Stafford, 1er comte de Wiltshire.

De son second mariage avec William Hastings, elle a six enfants :
- Edward Hastings (26 novembre 1466 – 8 novembre 1506), 2e baron Hastings, épouse Mary Hungerford ;
- Richard Hastings (mort après novembre 1506) ;
- William Hastings (mort après 1540), épouse Jane Sheffield ;
- George Hastings ;
- Anne Hastings (vers 1471 – 1520), épouse George Talbot, 4e comte de Shrewsbury ;
- Elizabeth Hastings.